# Важка атлетика на літніх Олімпійських іграх 2004
Змагання з важкої атлетики на літніх Олімпійських іграх 2004 пройшли з 14 по 25 серпня 2004 року. Було розіграно 15 комплектів нагород, 8 комплектів серед чоловіків та 7 серед жінок.

## Медалісти

### Чоловіки
| Дисципліна         | Золото                    | Срібло                       | Бронза                         |
| ------------------ | ------------------------- | ---------------------------- | ------------------------------ |
| 56 кг докладніше   | Халіл Мутлу · Туреччина   | Ву Мейджін · Китай           | Седат Артюк · Туреччина        |
| 62 кг докладніше   | Ші Джиюн · Китай          | Ле Маошенг · Китай           | Ісраель Хосе Рубіо · Венесуела |
| 69 кг докладніше   | Жань Гуожень · Китай      | Лі Бае Йонг · Південна Корея | Ніколай Пешалов · Хорватія     |
| 77 кг докладніше   | Танер Сагір · Туреччина   | Сергій Філімонов · Казахстан | Рейган Арабачіоглу · Туреччина |
| 85 кг докладніше   | Георгій Асанідзе · Грузія | Андрій Рибаков · Білорусь    | Піррос Дімас · Греція          |
| 94 кг докладніше   | Мілен Добрев · Болгарія   | Хаджимурат Аккаєв · Росія    | Едуард Тюкін · Росія           |
| 105 кг докладніше  | Дмитро Берестов · Росія   | Ігор Разорьонов · Україна    | Гліб Писаревський · Росія      |
| +105 кг докладніше | Хусейн Резазаде · Іран    | Вікторс Щербатихс · Латвія   | Велічко Чолаков · Болгарія     |

### Жінки
| Дисципліна        | Золото                     | Срібло                          | Бронза                      |
| ----------------- | -------------------------- | ------------------------------- | --------------------------- |
| 48 кг докладніше  | Нурджан Тайлан · Туреччина | Лі Чжо · Китай                  | Арі Віратаворн · Тайланд    |
| 53 кг докладніше  | Удомпорн Полсак · Тайланд  | Раема Ліса Румбевас · Індонезія | Мабель Москера · Колумбія   |
| 58 кг докладніше  | Чень Ян'ін · Китай         | Лі Сон Хі · КНДР                | Ванді Камеаім · Тайланд     |
| 63 кг докладніше  | Наталія Скакун · Україна   | Ганна Батюшко · Білорусь        | Тетяна Стукалова · Білорусь |
| 69 кг докладніше  | Лю Чуньхун · Китай         | Естер Круцлер · Угорщина        | Зарема Касаєва · Росія      |
| 75 кг докладніше  | Павіна Тонгсук · Тайланд   | Наталія Заболотна · Росія       | Валентина Попова · Росія    |
| +75 кг докладніше | Тан Гонхон · Китай         | Чан Мі Ран · Південна Корея     | Агата Врубель · Польща      |

## Медальний залік
| Місце                | Країна               | Золото | Срібло | Бронза | Загалом |
| -------------------- | -------------------- | ------ | ------ | ------ | ------- |
| 1                    | Китай (CHN)          | 5      | 3      | 0      | 8       |
| 2                    | Туреччина (TUR)      | 3      | 0      | 2      | 5       |
| 3                    | Таїланд (THA)        | 2      | 0      | 2      | 4       |
| 4                    | Росія (RUS)          | 1      | 2      | 4      | 7       |
| 5                    | Україна (UKR)        | 1      | 1      | 0      | 2       |
| 6                    | Болгарія (BUL)       | 1      | 0      | 1      | 2       |
| 7                    | Іран (IRI)           | 1      | 0      | 0      | 1       |
| 7                    | Грузія (GEO)         | 1      | 0      | 0      | 1       |
| 9                    | Білорусь (BLR)       | 0      | 2      | 1      | 3       |
| 10                   | Південна Корея (KOR) | 0      | 2      | 0      | 2       |
| 11                   | Індонезія (INA)      | 0      | 1      | 0      | 1       |
| 11                   | Казахстан (KAZ)      | 0      | 1      | 0      | 1       |
| 11                   | Латвія (LAT)         | 0      | 1      | 0      | 1       |
| 11                   | Північна Корея (PRK) | 0      | 1      | 0      | 1       |
| 11                   | Угорщина (HUN)       | 0      | 1      | 0      | 1       |
| 16                   | Венесуела (VEN)      | 0      | 0      | 1      | 1       |
| 16                   | Греція (GRE)         | 0      | 0      | 1      | 1       |
| 16                   | Колумбія (COL)       | 0      | 0      | 1      | 1       |
| 16                   | Польща (POL)         | 0      | 0      | 1      | 1       |
| 16                   | Хорватія (CRO)       | 0      | 0      | 1      | 1       |
| Загалом (20 збірних) | Загалом (20 збірних) | 15     | 15     | 15     | 45      |

## Країни-учасниці
На Олімпійських іграх у Афінах участь взяли 249 атлетів з 79 країн:
- Албанія (2)
- Алжир (2)
- Американське Самоа (1)
- Аргентина (2)
- Вірменія (4)
- Аруба (1)
- Австралія (2)
- Австрія (1)
- Азербайджан (5)
- Білорусь (8)
- Болгарія (9)
- Камерун (2)
- Канада (2)
- Китай (10)
- Китайський Тайбей (8)
- Колумбія (9)
- Коморські Острови (1)
- Острови Кука (1)
- Хорватія (1)
- Куба (2)
- Чехія (1)
- Домініканська Республіка (1)
- Еквадор (2)
- Єгипет (5)
- Сальвадор (1)
- Федеративні Штати Мікронезії (1)
- Фіджі (1)
- Франція (5)
- Грузія (2)
- Німеччина (4)
- Велика Британія (2)
- Греція (10)
- Гватемала (1)
- Гвіана (1)
- Угорщина (7)
- Індія (3)
- Індонезія (6)
- Іран (6)
- Ірак (1)
- Японія (4)
- Казахстан (3)
- Кірибаті (1)
- Киргизстан (1)
- Латвія (1)
- Лівія (2)
- Литва (1)
- Малайзія (1)
- Маврикій (1)
- Мексика (1)
- Молдова (3)
- Монголія (1)
- Марокко (1)
- М'янма (1)
- Науру (3)
- Нігерія (2)
- КНДР (4)
- Норвегія (1)
- Папуа Нова Гвінея (1)
- Перу (1)
- Польща (7)
- Катар (2)
- Румунія (7)
- Росія (9)
- Самоа (1)
- Саудівська Аравія (4)
- Сейшельські Острови (1)
- Словаччина (3)
- Південна Корея (7)
- Іспанія (2)
- Тайланд (5)
- Туніс (2)
- Туреччина (9)
- Туркменістан (1)
- Уганда (1)
- Україна (9)
- США (5)
- Узбекистан (3)
- Венесуела (3)
- В'єтнам (1)